# Kyryło Silicz
Kyryło Jewhenowycz Silicz, ukr. Кирило Євгенович Сіліч (ur. 3 sierpnia 1990 w Odessie) – ukraiński piłkarz, grający na pozycji pomocnika.

## Kariera piłkarska

### Kariera klubowa
Wychowanek Szkoły Sportowej Czornomoreć Odessa oraz klubów Ukrposzta Odessa i Awanhard Promrynok 7 Odessa, barwy których bronił w juniorskich mistrzostwach Ukrainy (DJuFL). Karierę piłkarską rozpoczął 31 lipca 2006 w drużynie Dnister Owidiopol. Latem 2008 został piłkarzem klubu Kniaża-2 Szczasływe. Potem występował w klubach Nywa Winnica, Obołoń Kijów i Desna Czernihów. Na początku 2012 zasilił skład FK Odessa. W 2014 wyjechał do Estonii, gdzie podpisał kontrakt z Sillamäe Kalev. 11 lutego 2016 przeniósł się do łotewskiego FK Jelgava. W 2017 przeszedł do Dainavy Olita. 27 czerwca 2017 przeniósł się do FK Jonava. W 2018 bronił barw farerskiego 07 Vestur. Na początku 2019 wrócił do Dainavy Olita. 4 lutego 2020 przeszedł do Czornomorca Odessa.

## Sukcesy i odznaczenia

### Sukcesy piłkarskie
Sillamäe Kalev
- wicemistrz Estonii: 2014